# Segment inférieur de l'utérus

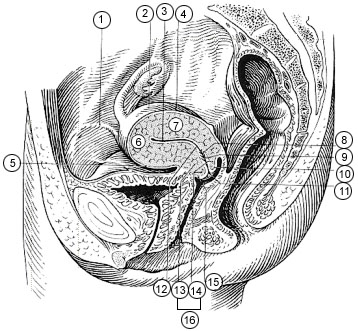
Schéma anatomique en coupe médio-sagittale de l'utérus

Le segment inférieur de l'utérus est une portion amincie de la partie antérieure de l’utérus gravide à terme. Il se forme par la pression intra-utérine sur l'isthme et la partie supra-vaginale du col. Il est donc situé au niveau de l'isthme, entre le corps et le col de l’utérus. C’est une entité anatomique caractérisable au cours de la grossesse, et relativement peu vascularisée. Ceci a de l'importance en chirurgie pour la césarienne, car la réalisation de l'incision à ce niveau, transversale, diminue théoriquement le risque de saignement majeur.
C'est la zone d'insertion de placenta dit "preavia" (placenta inséré trop bas, il s'insère sur les cicatrices d'anciennes césariennes). Une telle insertion entraîne beaucoup de saignements. 